# Рецепторы опознавания паттерна
Рецепторы опознавания паттерна, или образ-распознающие рецепторы, — это белки, присутствующие на поверхности клеток иммунной системы и способные узнавать стандартные молекулярные структуры (паттерны), специфичные для больших групп патогенов. Их также называют рецепторами, опознающими патоген. По сравнению с системой адаптивного иммунитета, такие рецепторы и связанные с ними механизмы иммунной защиты являются эволюционно более древними.

## Опознаваемые молекулы
Рецепторы опознавания паттерна в ходе эволюции были отобраны по специфичности к бактериальному липополисахариду и гликопротеинам, содержащим остатки маннозы, а также к некоторым видам нуклеиновых кислот, пептидам (флагеллин, белок бактериального жгутика, бактериальные пептидогликаны), липотейхоевым кислотам, липопротеинам. Кроме того имеются рецепторы, опознающие сигналы клеточного стресса, например, мочевую кислоту.

## Классификация рецепторов
Рецепторы опознавания паттерна классифицируют по специфичности к лиганду, функции, локализации и по происхождению в эволюции. По функции они делятся на два класса: сигнальные и эндоцитозные.
- Сигнальные рецепторы опознавания паттерна включают, например, толл-подобные рецепторы.
- Эндоцитозные рецепторы опознавания паттерна, например, маннозные рецепторы макрофагов, необходимы для прикрепления, поглощения и процессирования микроорганизмов фагоцитами независимо от внутриклеточной передачи регуляторного сигнала. Кроме патогенов они опознают также апоптозные клетки.

### Мембранные рецепторы опознавания паттерна

#### Рецепторы-киназы
Впервые рецепторы опознавания паттерна были открыты у растений. Позже множество гомологичных рецепторов было обнаружено при анализе геномов растений (у риса 370, у Arabidopsis — 47). В отличие от рецепторов опознавания паттерна у животных, которые связывают внутриклеточные протеинкиназы с помощью адапторных белков, растительные рецепторы представляют собой один белок, состоящий из нескольких доменов, внеклеточного, опознающего патоген, внутриклеточного, обладающего киназной активностью, и трансмембранного, связывающего первые два.

#### Толл-подобные рецепторы
Этот класс рецепторов опознает патогены вне клеток или в эндосомах.
Они были впервые обнаружены у дрозофилы и индуцируют синтез и секрецию цитокинов, необходимых для активации иммунного ответа. В настоящее время толл-подобные рецепторы обнаружены у многих видов. У животных их насчитывают 11 (TLR1-TLR11). Взаимодействие толл-подобных рецепторов с лигандами приводит к индукции сигнальных путей NF-kB и МАР-киназы, которые, в свою очередь, индуцируют синтез и секрецию цитокинов и молекул, стимулирующих презентацию антигена.

### Цитоплазматические рецепторы опознавания паттерна

#### Nod-подобные рецепторы
Nod-подобные рецепторы — это цитоплазматические белки с различными функциями. У млекопитающих их найдено около 20, и большинство из них подразделяют на два главных подсемейства: NOD и NALP. Кроме того, к этому семейству рецепторов относят трансактиватор главного комплекса гистосовместимости класса II и некоторые другие молекулы. Опознавая патоген внутри клетки, рецепторы олигомеризуются и образуют инфламмасому, активирующую ферменты протеолитической активации цитокинов, например, интерлейкина 1 бета. Рецепторы активируют также сигнальный путь NF-kB и синтез цитокинов.
NODS
Известны два главных представителя: NOD1 и NOD2. Связывают два разных бактериальных пептидогликана.
NALPS
Известно 14 белков (NALP1 — NALP14), которые активируются бактериальными пептидогликанами, ДНК, двухцепочечной РНК, парамиксовирусом и мочевой кислотой. Мутации некоторых из NALPS являются причиной наследственных аутоиммунных заболеваний.
Другие Nod-подобные рецепторы
Такие молекулы, как IPAF и NAIP5/Birc1e также индуцируют протеолитическую активацию цитокинов в ответ на появление сальмонеллы и легионеллы.

#### РНК хеликазы
Индуцируют антивирусный иммунный ответ после активации вирусной РНК. У млекопитающих это три молекулы: RIG-I, MDA5 и LGP2.

### Секретируемые рецепторы опознавания паттерна
Многие рецепторы опознавания паттерна, например, рецепторы комплемента, коллектины и пентраксины, к которым, в частности, относится C-реактивный белок, не остаются в синтезирующей их клетке и попадают в сыворотку крови. Одним из важнейших коллектинов является лектин, связывающий маннозу; он опознает широкий спектр патогенов, в состав клеточной стенки которых входит манноза, и индуцирует лектиновый путь активации системы комплемента.